# ВК Солнок
Ватерполо клуб Солнок (Szolnoki Vízilabda Sport Club) мађарски је ватерполо клуб из истоименог града.
Основан је 1921. године и тренутно игра у Првој мађарској лиги. За Солнок је играло неколико српских ватерполиста: Живко Гоцић,Милан Алексић, Стефан Митровић, Андрија Прлаиновић, Милош Ћук, Виктор Рашовић, Гаврил Суботић.
Живко Гоцић је од 2018. тренер Солнока, а у сезони 2020/21. у клубу ће играти тројица српских ватерполиста Душко Пијетловић, Радомир Драшовић и Филип Филиповић, који је у јуну 2020. стигао из италијанског Про Река.

## Успеси
- Првак Европе

2017
- ЛЕН Супер куп Европе

2017
- Првак Мађарске (9 пута)

1954, 1957, 1958 1959, 1961, 1964, 2015, 2016, 2017.
- Победник купа Мађарске (6 пута)

1966, 1968, 1985, 2014, 2016, 2017.